# Chris O'Neil
Pour les articles homonymes, voir O'Neil.
Christine « Chris » O'Neil (née le 19 mars 1956 à Newcastle) est une joueuse de tennis australienne, professionnelle dans les années 1970 et 1980.
Alors qu'elle n'est pas classée tête de série, elle a remporté l'Open d'Australie en 1978, certes en l'absence des toutes meilleures joueuses mondiales. Pareille performance n'a pas été rééditée avant le succès dans cette compétition de l'Américaine Serena Williams en 2007.
Chris O'Neil est restée la dernière Australienne à s'être imposée en simple à domicile, jusqu'à la victoire d'Ashleigh Barty en 2022. Ce titre est le seul qu'elle ait gagné sur le circuit WTA pendant sa carrière, ne s'étant guère distinguée dans les trois autres tournois du Grand Chelem (sinon un 3e tour atteint à Wimbledon en 1974).

## Palmarès

### Titres en simple dames
| No | Date       | Nom et lieu du tournoi                   | Catégorie | Dotation | Surface      | Finaliste      | Score         |          |
| -- | ---------- | ---------------------------------------- | --------- | -------- | ------------ | -------------- | ------------- | -------- |
| 1  | 30-11-1976 | South Australian Championships, Adélaïde |           | NC       | Gazon (ext.) | Nerida Gregory | 3-6, 6-4, 6-0 | Parcours |
| 2  | 25-12-1978 | Australian Open, Melbourne               | G. Chelem | 35 000 $ | Gazon (ext.) | Betsy Nagelsen | 6-3, 7-6      | Parcours |

### Finale en simple dames
| No | Date       | Nom et lieu du tournoi          | Catégorie | Surface      | Vainqueure | Score    |          |
| -- | ---------- | ------------------------------- | --------- | ------------ | ---------- | -------- | -------- |
| 1  | 21-11-1978 | Queensland State Open, Brisbane |           | Gazon (ext.) | Sue Barker | 6-1, 6-3 | Parcours |

### Titres en double dames
| No | Date       | Nom et lieu du tournoi                       | Catégorie | Dotation | Surface         | Partenaire       | Finalistes                   | Score         |          |
| -- | ---------- | -------------------------------------------- | --------- | -------- | --------------- | ---------------- | ---------------------------- | ------------- | -------- |
| 1  | 02-01-1973 | New South Wales Open Sydney                  |           | 9 500 $  | Gazon (ext.)    | Kazuko Sawamatsu | Lesley Charles Glynis Coles  | 6-3, 6-4      | Parcours |
| 2  | 06-03-1978 | Avon Futures of Southwest Florida Fort Myers | Futures   | 20 000 $ | Terre (ext.)    | Pam Whytcross    | Ann Kiyomura Renée Richards  | 6-3, 6-1      | Parcours |
| 3  | 15-02-1982 | Avon Futures of Tennessee Nashville          | Futures   | 40 000 $ | Moquette (int.) | Mimi Wikstedt    | Sheila McInerney Jane Preyer | 6-4, 7-63     | Parcours |
| 4  | 22-02-1982 | Avon Futures of Carolina Greenville          | Futures   | 40 000 $ | Dur (int.)      | Mimi Wikstedt    | Shannon Gordon Kim Steinmetz | 3-6, 6-3, 6-4 | Parcours |
| 5  | 10-10-1983 | Borden Classic Tokyo                         |           | 75 000 $ | Dur (ext.)      | Pam Whytcross    | Brenda Remilton Naoko Sato   | 5-7, 7-6, 6-3 | Parcours |
| 6  | 17-10-1983 | Japan Asian Open Tokyo                       |           | 50 000 $ | Dur (ext.)      | Pam Whytcross    | Helena Manset Micki Schillig | 6-3, 7-5      | Parcours |

### Finales en double dames
| No | Date       | Nom et lieu du tournoi            | Catégorie      | Dotation | Surface      | Vainqueures                     | Partenaire      | Score         |          |
| -- | ---------- | --------------------------------- | -------------- | -------- | ------------ | ------------------------------- | --------------- | ------------- | -------- |
| 1  | 03-06-1974 | Rothmans Championships Chichester |                | NC       | Gazon (ext.) | Carrie Meyer Rowena Whitehouse  | Jenny Walker    | 6-1, 6-3      |          |
| 2  | 14-08-1978 | Rothmans Canadian Open Toronto    | Colgate Series | 35 000 $ | Dur (ext.)   | Regina Maršíková Pam Teeguarden | Paula Smith     | 7-5, 6-7, 6-2 | Parcours |
| 3  | 13-08-1979 | Player’s International Toronto    | Colgate Series | 35 000 $ | Dur (ext.)   | Lea Antonoplis Diane Evers      | Mimi Wikstedt   | 2-6, 6-1, 6-3 | Parcours |
| 4  | 19-09-1983 | Ginny of Kansas City Kansas City  |                | 50 000 $ | Dur (ext.)   | Sandy Collins Elizabeth Sayers  | Brenda Remilton | 7-5, 7-6      | Parcours |

## Parcours en Grand Chelem

### En simple dames
| Année | Open d'Australie (janvier) | Open d'Australie (janvier) | Internationaux de France | Internationaux de France | Wimbledon       | Wimbledon      | US Open         | US Open          | Open d'Australie (décembre) | Open d'Australie (décembre) |
| ----- | -------------------------- | -------------------------- | ------------------------ | ------------------------ | --------------- | -------------- | --------------- | ---------------- | --------------------------- | --------------------------- |
| 1973  | 1er tour (1/32)            | Lesley Charles             | -                        | -                        | -               | -              | -               | -                | n/a                         | n/a                         |
| 1974  | 1er tour (1/32)            | Judy Tegart                | -                        | -                        | 3e tour (1/16)  | Mona Schallau  | 1er tour (1/32) | Nancy Richey     | n/a                         | n/a                         |
| 1975  | 2e tour (1/16)             | Evonne Goolagong           | -                        | -                        | 1er tour (1/64) | Chris Evert    | -               | -                | n/a                         | n/a                         |
| 1976  | 1er tour (1/16)            | Kathleen Harter            | 1er tour (1/32)          | Kathy Kuykendall         | -               | -              | -               | -                | n/a                         | n/a                         |
| 1977  | 1er tour (1/16)            | Janet Young                | 1er tour (1/32)          | Helen Cawley             | 2e tour (1/32)  | Jane Stratton  | -               | -                | -                           | -                           |
| 1978  | n/a                        | n/a                        | 1er tour (1/32)          | Katja Ebbinghaus         | 1er tour (1/64) | Ilana Kloss    | 2e tour (1/32)  | Tracy Austin     | Victoire                    | Betsy Nagelsen              |
| 1979  | n/a                        | n/a                        | 1er tour (1/32)          | Ruta Gerulaitis          | 2e tour (1/32)  | Betty Stöve    | 2e tour (1/32)  | Billie Jean King | -                           | -                           |
| 1981  | n/a                        | n/a                        | 2e tour (1/32)           | Kathleen Horvath         | 1er tour (1/64) | Chris Evert    | -               | -                | -                           | -                           |
| 1982  | n/a                        | n/a                        | -                        | -                        | -               | -              | -               | -                | 2e tour (1/16)              | Chris Evert                 |
| 1983  | n/a                        | n/a                        | 1er tour (1/64)          | Anne White               | 1er tour (1/64) | Barbara Jordan | -               | -                | -                           | -                           |

À droite du résultat, l’ultime adversaire.

### En double dames
| Année | Open d'Australie (janvier)  | Open d'Australie (janvier) | Internationaux de France    | Internationaux de France    | Wimbledon                     | Wimbledon                  | US Open                       | US Open                    | Open d'Australie (décembre)   | Open d'Australie (décembre) |
| ----- | --------------------------- | -------------------------- | --------------------------- | --------------------------- | ----------------------------- | -------------------------- | ----------------------------- | -------------------------- | ----------------------------- | --------------------------- |
| 1974  | 2e tour (1/8) Kym Ruddell   | Kerry Harris K. Melville   | -                           | -                           | 2e tour (1/16) Jenny Walker   | Gail Sherriff A. Nasuelli  | 1er tour (1/16) Jenny Walker  | R. Giscafré Navrátilová    | n/a                           | n/a                         |
| 1975  | 2e tour (1/8) Cheree Walker | E. Goolagong Peggy Michel  | -                           | -                           | 2e tour (1/16) C. Sieler      | Joyce Barclay Winnie Shaw  | -                             | -                          | n/a                           | n/a                         |
| 1976  | 1/2 finale Diane Evers      | E. Goolagong Helen Gourlay | -                           | -                           | 1/4 de finale Jenny Walker    | Chris Evert Navrátilová    | -                             | -                          | n/a                           | n/a                         |
| 1977  | 1/4 de finale D. Marzano    | D. Fromholtz Helen Gourlay | 2e tour (1/8) D. Marzano    | Linky Boshoff Ilana Kloss   | -                             | -                          | -                             | -                          | -                             | -                           |
| 1978  | n/a                         | n/a                        | 1/4 de finale Pam Whytcross | Helen Anliot R. Maršíková   | 1er tour (1/32) Pam Whytcross | Lele Forood R. Giscafré    | 1/4 de finale Paula Smith     | Kerry Reid W. Turnbull     | 1/2 finale Uschi Ulrich       | B. Nagelsen R. Tomanová     |
| 1979  | n/a                         | n/a                        | 2e tour (1/8) Mimi Wikstedt | Gail Sherriff P. Teeguarden | 1er tour (1/32) Mimi Wikstedt | R. Giscafré Jane Stratton  | 3e tour (1/8) Mimi Wikstedt   | Sherry Acker Julie Anthony | -                             | -                           |
| 1980  | n/a                         | n/a                        | -                           | -                           | -                             | -                          | 2e tour (1/16) Mimi Wikstedt  | Mima Jaušovec R. Richards  | -                             | -                           |
| 1981  | n/a                         | n/a                        | 2e tour (1/16) D. Freeman   | H. Mandlíková Betty Stöve   | 2e tour (1/16) Betsy Blaney   | E. Little Sue Saliba       | 2e tour (1/16) Betsy Blaney   | Ilana Kloss B. Nagelsen    | 2e tour (1/8) Mimi Wikstedt   | Kathy Jordan Anne Smith     |
| 1982  | n/a                         | n/a                        | -                           | -                           | 1er tour (1/32) Mimi Wikstedt | Pat Medrado C. Monteiro    | -                             | -                          | 1er tour (1/16) Pam Whytcross | B. J. King Anne Smith       |
| 1983  | n/a                         | n/a                        | 3e tour (1/8) Pam Whytcross | S. Mascarin A. Moulton      | 1er tour (1/32) Pam Whytcross | Mima Jaušovec Kathy Jordan | 1er tour (1/32) Pam Whytcross | C. Bassett I. Madruga      | 1er tour (1/16) Pam Whytcross | Zina Garrison Lori McNeil   |

Sous le résultat, la partenaire ; à droite, l’ultime équipe adverse.

### En double mixte
| Année | Open d'Australie (janvier), | Open d'Australie (janvier), | Internationaux de France | Internationaux de France | Wimbledon                    | Wimbledon                | US Open                      | US Open                   | Open d'Australie (décembre), | Open d'Australie (décembre), |
| ----- | --------------------------- | --------------------------- | ------------------------ | ------------------------ | ---------------------------- | ------------------------ | ---------------------------- | ------------------------- | ---------------------------- | ---------------------------- |
| 1975  | n/a                         | n/a                         | -                        | -                        | 1er tour (1/32) Chris Kachel | C. Matison P. McNamara   | -                            | -                         | n/a                          | n/a                          |
| 1976  | n/a                         | n/a                         | -                        | -                        | 2e tour (1/16) Chris Kachel  | V. Ziegenfuss S. Stewart | -                            | -                         | n/a                          | n/a                          |
| 1977  | n/a                         | n/a                         | -                        | -                        | 2e tour (1/16) Chris Kachel  | Kerry Reid Grover Reid   | -                            | -                         | n/a                          | n/a                          |
| 1978  | n/a                         | n/a                         | -                        | -                        | -                            | -                        | 2e tour (1/16) M. Edmondson  | Betty Stöve Frew McMillan | n/a                          | n/a                          |
| 1979  | n/a                         | n/a                         | -                        | -                        | -                            | -                        | 1er tour (1/16) Rollin Tyler | Anne Smith Kevin Curren   | n/a                          | n/a                          |

Sous le résultat, le partenaire ; à droite, l’ultime équipe adverse.

## Parcours aux Masters

### En double dames
| # | Date       | Nom de l'édition                      | ($)     | Surface         | Résultat      | Partenaire    | Ultimes adversaires             | Score    |          |
| - | ---------- | ------------------------------------- | ------- | --------------- | ------------- | ------------- | ------------------------------- | -------- | -------- |
| 1 | 27/02/1984 | Virginia Slims Championships New York | 500 000 | Moquette (int.) | 1/4 de finale | Pam Whytcross | Rosalyn Fairbank Candy Reynolds | 6-2, 7-6 | Parcours |